# Leones (Veraguas)
Leones è un comune (corregimiento) della Repubblica di Panama situato nel distretto di Montijo, provincia di Veraguas. Si estende su una superficie di 18,7 km² e conta una popolazione di 224 abitanti (censimento 2010).